# Вальманн, Александер
Александер Вальманн Осгорден (норв. Aleksander Walmann Åsgården; род. 12 января 1986, Порсгрунн, Норвегия) — норвежский певец и автор песен. Он представлял Норвегию на Евровидении 2017 с песней «Grab the Moment», вместе с музыкальным продюсером JOWST.

## Биография
Александер родился в Порсгрунне, и вырос в музыкальной семье. В 2012 году он начал принимать участие в первом сезоне шоу «The Voice – Norges beste stemme». Но в общем счете занял второе место в финале вместе с Хеге Оверсвин и Лейф Андерс Уэнцел.
7 февраля 2017 Вальманн и норвежский певец JOWST подтвердили, что они примут участие в Melodi Gran в 2017 году, национальном отборе Норвегии на Евровидение 2017. В финале, состоявшемся 11 марта, JOWST и Вальманн получили максимум 12 баллов из четырёх из одиннадцати международного жюри, в дополнении к победе телеголосования. Впоследствии они продвинулись в золотой финал, где они выиграли конкурс. Они представляли Норвегию на Евровидении 2017. Норвегия конкурировала во второй половине второго полуфинала на Евровидении.
На Евровидении 2017 с песней «Grab the Moment» они заняли 10 место, набрав 158 баллов.